# Lorraine Crapp
Lorraine Joyce Crapp (Sídney, 1 de octubre de 1938) es una exnadadora australiana especializada en pruebas de estilo libre media distancia, donde consiguió ser campeona olímpica en 1956 en los 400 metros.

## Carrera deportiva
En los Juegos Olímpicos de Melbourne 1956 ganó la medalla de oro en los 400 metros estilo libre, con un tiempo de 4:54.6 segundos que fue récord olímpico; también ganó el oro en los relevos de 4 x 100 metros libre, por delante de Estados Unidos y Sudáfrica, y la plata en los 100 metros estilo libre, tras su compatriota Dawn Fraser.
También participó en las Olimpiadas de Roma 1960 ganando la plata en los relevos de 4 x 100 metros estilo libre.